# Storslett
Storslett (nordsamiska: Ráissa, kvänska: Hansinkenttä) är centralort för Nordreisa kommun i Troms fylke i norra Norge. Storslett ligger vid södra ändan av Reisafjorden vid mynningen av Reisaälven. Orten hade 1.837 invånare 2017 och en yta på 1,6 km². Europaväg 6 går genom orten.
Nordreisa kyrka och Nord-Troms gymnasieskola ligger i Storslett. Sørkjosens flygplats ligger i närbelägna Sørkjosen, omkring fem kilometer i nordvästlig riktning. 
Det 2009 grundade Halti kvenkultursenter – Haltiin kväänisentteri och Halti nasjonalparksenter ligger i Haltibyggnaden. I denna finns också utställningslokaler och huvudkontoret för Nord-Troms Museum.
Storslett totalförstördes under den tyska reträtten 1944 under andra världskriget, men återuppbyggdes.